# Johan Cedersjö
Johan Cedersjö, född 3 september 1986 i Örebro, är en svensk journalist, programledare och reporter. Han är sedan våren 2016 programledare för Sveriges radios mediegranskande program Medierna. Sedan 2015 leder och producerar han dessutom podcasten Gamla Trä, som görs tillsammans med individer ur fotbollsklubben ÖSK:s supportergrupp Svartvita i Stockholm.
Hösten 2016 producerade Johan Cedersjö P1-dokumentären Fikru Maru - den svenske hjärtläkaren.